# Formule E seizoen 2023-2024
Het Formule E seizoen 2023-2024 was het tiende seizoen van het elektrische autosportkampioenschap Formule E. Het is de hoogste raceklasse voor elektrische formulewagens. Hoewel het seizoen van het kampioenschap werd aangeduid als 2023-2024, werden alle races in 2024 gehouden.
Jake Dennis was de regerend kampioen bij de coureurs. Envision Racing was verdedigend kampioen bij de teams.
Pascal Wehrlein werd na de laatste race in Londen gekroond tot wereldkampioen. Jaguar TCS Racing, waar Mitch Evans en Nick Cassidy reden, werd kampioen bij de teams.

## Teams en coureurs
De volgende teams en coureurs zijn bevestigd voor het seizoen 2023-2024.
| Team                             | Fabrikant | Nr. | Coureur                | Ronden     |
| -------------------------------- | --------- | --- | ---------------------- | ---------- |
| Andretti Formula E               | Porsche   | 1   | Jake Dennis            | Alle       |
| Andretti Formula E               | Porsche   | 17  | Norman Nato            | Alle       |
| DS Penske                        | DS        | 2   | Stoffel Vandoorne      | Alle       |
| DS Penske                        | DS        | 25  | Jean-Éric Vergne       | Alle       |
| ERT Formula E Team               | ERT       | 3   | Sérgio Sette Câmara    | Alle       |
| ERT Formula E Team               | ERT       | 33  | Dan Ticktum            | Alle       |
| Envision Racing                  | Jaguar    | 4   | Robin Frijns           | 1-8, 11-16 |
| Envision Racing                  | Jaguar    | 4   | Joel Eriksson          | 9-10       |
| Envision Racing                  | Jaguar    | 16  | Sébastien Buemi        | 1-8, 11-16 |
| Envision Racing                  | Jaguar    | 16  | Paul Aron              | 9-10       |
| Neom McLaren Formula E Team      | Nissan    | 5   | Jake Hughes            | Alle       |
| Neom McLaren Formula E Team      | Nissan    | 8   | Sam Bird               | 1-8, 11-16 |
| Neom McLaren Formula E Team      | Nissan    | 8   | Taylor Barnard         | 8-10       |
| Maserati MSG Racing              | Maserati  | 7   | Maximilian Günther     | Alle       |
| Maserati MSG Racing              | Maserati  | 18  | Jehan Daruvala         | Alle       |
| Jaguar TCS Racing                | Jaguar    | 9   | Mitch Evans            | Alle       |
| Jaguar TCS Racing                | Jaguar    | 37  | Nick Cassidy           | Alle       |
| ABT CUPRA Formula E Team         | Mahindra  | 11  | Lucas di Grassi        | Alle       |
| ABT CUPRA Formula E Team         | Mahindra  | 51  | Nico Müller            | 1-8, 11-16 |
| ABT CUPRA Formula E Team         | Mahindra  | 51  | Kelvin van der Linde   | 9-10       |
| TAG Heuer Porsche Formula E Team | Porsche   | 13  | António Félix da Costa | Alle       |
| TAG Heuer Porsche Formula E Team | Porsche   | 94  | Pascal Wehrlein        | Alle       |
| Mahindra Racing                  | Mahindra  | 21  | Nyck de Vries          | 1-8, 11-16 |
| Mahindra Racing                  | Mahindra  | 21  | Jordan King            | 9-10       |
| Mahindra Racing                  | Mahindra  | 48  | Edoardo Mortara        | Alle       |
| Nissan Formula E Team            | Nissan    | 22  | Oliver Rowland         | Alle       |
| Nissan Formula E Team            | Nissan    | 22  | Caio Collet            | 13-14      |
| Nissan Formula E Team            | Nissan    | 23  | Sacha Fenestraz        | Alle       |

### Wijzigingen bij de coureurs
- Sam Bird verlaat Jaguar TCS Racing en stapt over naar het Neom McLaren Formula E Team.
- Nick Cassidy stapt over van Envision Racing naar Jaguar TCS Racing, twee teams die allebei met een Jaguar-aandrijving rijden.
- Formule 2-coureur Jehan Daruvala debuteert in de Formule E bij het team Maserati MSG Racing.
- Robin Frijns keert, na een seizoen bij het ABT CUPRA Formula E Team te hebben gereden, terug bij Envision Racing.
- Lucas di Grassi verlaat na een jaar het team Mahindra Racing. Hij keert na twee seizoenen terug bij het ABT CUPRA Formula E Team.
- Edoardo Mortara verlaat Maserati MSG Racing na zes jaar voor het team te hebben gereden. Hij stapt over naar Mahindra Racing.
- Norman Nato stapt over van het Nissan Formula E Team naar Andretti Formula E.
- René Rast verlaat het Neom McLaren Formula E Team.
- Oliver Rowland keert terug in het kampioenschap bij het Nissan Formula E Team, waar hij tussen 2018 en 2021 al reed, als vervanger van Norman Nato. Rowland reed in de eerste helft van het seizoen 2022-2023 voor Mahindra Racing.
- Nyck de Vries keert, na een half seizoen in de Formule 1 te hebben gereden, terug in de Formule E bij Mahindra Racing.

Tijdens het seizoen
- In de eerste vrije training voor de ePrix van Monte Carlo brak Neom McLaren Formula E Team-coureur Sam Bird zijn hand bij een ongeluk. Hij werd voor de rest van het raceweekend vervangen door testcoureur Taylor Barnard. Ook tijdens de daaropvolgende ePrix van Berlijn trad Barnard op als vervanger van Bird.
- Diverse coureurs moesten de ePrix van Berlijn missen omdat zij dat weekend in het FIA World Endurance Championship deelnamen aan de 6 uur van Spa-Francorchamps. Bij Envision Racing misten zowel Robin Frijns als Sébastien Buemi de race; zij werden vervangen door Paul Aron en Joel Eriksson. Tevens werd Mahindra Racing-coureur Nyck de Vries vervangen door Jordan King. Daarnaast werd Nico Müller bij ABT CUPRA Formula E Team vervangen door Kelvin van der Linde.
- In de ePrix van Portland werd Oliver Rowland bij het Nissan Formula E Team vanwege ziekte vervangen door Caio Collet.

### Wijzigingen bij de teams
- Het team NIO 333 Racing wijzigt dit seizoen de naam naar het ERT Formula E Team.

## Kalender en uitslagen
Op 20 juni 2023 werd een voorlopige kalender voor het seizoen 2023-2024 aangekondigd met zeventien races. Drie locaties zijn nog onbekend. Op 18 oktober 2023 werd een nieuwe kalender gepubliceerd.
| Ronde | Naam                  | Circuit                               | Datum           | Pole position    | Snelste ronde          | Winnende coureur       | Winnend team                     | Winnende constructeur | Verslag |
| ----- | --------------------- | ------------------------------------- | --------------- | ---------------- | ---------------------- | ---------------------- | -------------------------------- | --------------------- | ------- |
| 1     | ePrix van Mexico-Stad | Autódromo Hermanos Rodríguez          | 13 januari 2024 | Pascal Wehrlein  | Nick Cassidy           | Pascal Wehrlein        | TAG Heuer Porsche Formula E Team | Porsche               | Verslag |
| 2     | ePrix van Ad Diriyah  | Riyadh Street Circuit                 | 26 januari 2024 | Jean-Éric Vergne | Jake Dennis            | Jake Dennis            | Andretti Formula E               | Porsche               | Verslag |
| 3     | ePrix van Ad Diriyah  | Riyadh Street Circuit                 | 27 januari 2024 | Oliver Rowland   | Jake Dennis            | Nick Cassidy           | Jaguar TCS Racing                | Jaguar                | Verslag |
| 4     | ePrix van São Paulo   | São Paulo Street Circuit              | 16 maart 2024   | Pascal Wehrlein  | Nyck de Vries          | Sam Bird               | Neom McLaren Formula E Team      | Nissan                | Verslag |
| 5     | ePrix van Tokio       | Tokyo Street Circuit                  | 30 maart 2024   | Oliver Rowland   | Sam Bird               | Maximilian Günther     | Maserati MSG Racing              | Stellantis            | Verslag |
| 6     | ePrix van Misano      | Misano World Circuit Marco Simoncelli | 13 april 2024   | Mitch Evans      | Oliver Rowland         | Oliver Rowland         | Nissan Formula E Team            | Nissan                | Verslag |
| 7     | ePrix van Misano      | Misano World Circuit Marco Simoncelli | 14 april 2024   | Jake Hughes      | António Félix da Costa | Pascal Wehrlein        | TAG Heuer Porsche Formula E Team | Porsche               | Verslag |
| 8     | ePrix van Monte Carlo | Circuit de Monaco                     | 27 april 2024   | Pascal Wehrlein  | Jehan Daruvala         | Mitch Evans            | Jaguar TCS Racing                | Jaguar                | Verslag |
| 9     | ePrix van Berlijn     | Tempelhof Airport Street Circuit      | 11 mei 2024     | Edoardo Mortara  | Norman Nato            | Nick Cassidy           | Jaguar TCS Racing                | Jaguar                | Verslag |
| 10    | ePrix van Berlijn     | Tempelhof Airport Street Circuit      | 12 mei 2024     | Jake Dennis      | Norman Nato            | António Félix da Costa | TAG Heuer Porsche Formula E Team | Porsche               | Verslag |
| 11    | ePrix van Shanghai    | Shanghai International Circuit        | 25 mei 2024     | Jean-Éric Vergne | Jake Dennis            | Mitch Evans            | Jaguar TCS Racing                | Jaguar                | Verslag |
| 12    | ePrix van Shanghai    | Shanghai International Circuit        | 26 mei 2024     | Jake Hughes      | Norman Nato            | António Félix da Costa | TAG Heuer Porsche Formula E Team | Porsche               | Verslag |
| 13    | ePrix van Portland    | Portland International Raceway        | 29 juni 2024    | Mitch Evans      | Jake Hughes            | António Félix da Costa | TAG Heuer Porsche Formula E Team | Porsche               | Verslag |
| 14    | ePrix van Portland    | Portland International Raceway        | 30 juni 2024    | Jean-Éric Vergne | Robin Frijns           | António Félix da Costa | TAG Heuer Porsche Formula E Team | Porsche               | Verslag |
| 15    | ePrix van Londen      | ExCeL London Circuit                  | 20 juli 2024    | Mitch Evans      | Mitch Evans            | Pascal Wehrlein        | TAG Heuer Porsche Formula E Team | Porsche               | Verslag |
| 16    | ePrix van Londen      | ExCeL London Circuit                  | 21 juli 2024    | Nick Cassidy     | Jake Hughes            | Oliver Rowland         | Nissan Formula E Team            | Nissan                | Verslag |

Wijzigingen in de kalender
- De ePrix van Tokio is nieuw op de kalender.
- De ePrix van Kaapstad is van de kalender verdwenen.
- De ePrix van Berlijn werd verplaatst van april naar mei.
- De ePrix van Shanghai is nieuw op de kalender. Het is voor het eerst sinds 2019 en de eerste keer na het uitbreken van de coronapandemie dat er een Formule E-race in China wordt gehouden.
- De ePrix van Rome staat niet op de kalender, aangezien de organisatie vindt dat het Circuito cittadino dell'EUR niet voldoet aan de eisen van de huidige Formule E-wagens. De race wordt vervangen door een ePrix in Misano.
- De ePrix van Jakarta wordt niet gehouden omdat er rond de geplande datum (8 juni) presidentiële verkiezingen in Indonesië worden gehouden, waardoor het logistiek gezien niet mogelijk is om de race te organiseren.
- De ePrix van Portland wordt voor het eerst over twee races gehouden.
- De ePrix van Londen wordt een week eerder gehouden dan normaal, zodat deze niet tegelijkertijd met de Olympische Zomerspelen 2024 wordt verreden.
- De ePrix van Haiderabad, die op 10 februari gehouden zou worden, werd enkele weken voor aanvang afgelast, na een beslissing van de nieuwe politieke leiders van de regio. De race werd niet vervangen.

## Kampioenschap
Punten worden toegekend aan de top 10 geklasseerde auto's.
| Positie | 1e | 2e | 3e | 4e | 5e | 6e | 7e | 8e | 9e | 10e | Pole | SR |
| Punten  | 25 | 18 | 15 | 12 | 10 | 8  | 6  | 4  | 2  | 1   | 3    | 1  |

- Coureurs vertrekkend van pole-position zijn vetgedrukt.
- Coureurs met de snelste raceronde in cursief.

† Coureur is niet gefinisht, maar wel geklasseerd omdat hij meer dan 90% van de raceafstand heeft afgelegd.

### Coureurs
| Pos. | Coureur                | MXS | DIR | DIR | SAP | TOK | MIS | MIS | MON | BER | BER | SHA | SHA | POR | POR | LON | LON | Punten |
| ---- | ---------------------- | --- | --- | --- | --- | --- | --- | --- | --- | --- | --- | --- | --- | --- | --- | --- | --- | ------ |
| 1    | Pascal Wehrlein        | 1   | 8   | 7   | 4   | 5   | 16  | 1   | 5   | 5   | 4   | 2   | 20  | 10  | 4   | 1   | 2   | 198    |
| 2    | Mitch Evans            | 5   | 5   | 10  | 2   | 15  | 5   | DNF | 1   | 4   | 6   | 1   | 5   | 8   | 3   | 2   | 3   | 192    |
| 3    | Nick Cassidy           | 3   | 3   | 1   | DNF | 8   | DNF | 3   | 2   | 1   | 2   | 3   | 4   | 19  | 13  | 7   | DNF | 176    |
| 4    | Oliver Rowland         | 11  | 13  | 3   | 3   | 2   | 1   | DNF | 6   | 3   | 3   | 4   | 10  | WD  | WD  | 15  | 1   | 156    |
| 5    | Jean-Éric Vergne       | 6   | 2   | 8   | 7   | 12  | 6   | 7   | 4   | 2   | 10  | 6   | 7   | 3   | 5   | 17  | 5   | 139    |
| 6    | António Félix da Costa | DNF | 16  | 14  | 6   | 4   | DSQ | 17  | 7   | 6   | 1   | 18  | 1   | 1   | 1   | DNF | 13  | 134    |
| 7    | Jake Dennis            | 9   | 1   | 12  | 5   | 3   | 2   | 2   | 19  | DNF | 5   | 5   | 11  | 6   | 10  | 16  | DNF | 122    |
| 8    | Maximilian Günther     | 4   | 7   | 9   | 9   | 1   | 3   | 12  | 9   | DNF | DNF | 21  | 8   | DNF | 8   | DNF | DNF | 73     |
| 9    | Robin Frijns           | DNF | 10  | 2   | 18  | 9   | 17  | DNF | 17  |     |     | 12  | 9   | 2   | 2   | DNF | 7   | 66     |
| 10   | Stoffel Vandoorne      | 8   | 14  | 5   | 8   | 16  | 8   | DNF | 3   | 7   | 20  | 9   | 6   | 9   | 11  | 9   | 8   | 61     |
| 11   | Sébastien Buemi        | 2   | 12  | WD  | 10  | 13  | 12  | DNF | 15  |     |     | 8   | 12  | 20  | 9   | 3   | 4   | 53     |
| 12   | Nico Müller            | 17  | 18  | 13  | DNF | 7   | 11  | 4   | DNF |     |     | 15  | 15  | 5   | 6   | 6   | 6   | 52     |
| 13   | Sam Bird               | 14  | 4   | DNF | 1   | NC  | DNF | 10  | WD  |     |     | 17  | DNF | 7   | DNF | 8   | DNF | 48     |
| 14   | Jake Hughes            | 7   | 11  | 4   | DNF | 14  | 13  | 8   | 16  | 15  | 12  | 16  | 2   | 21  | DNF | DNF | 10  | 48     |
| 15   | Norman Nato            | 10  | 6   | 16  | 17  | 6   | 7   | 16  | 10  | 18  | 19  | 14  | 3   | 13  | 7   | 10  | 12  | 47     |
| 16   | Edoardo Mortara        | 13  | 15  | 11  | 12  | DSQ | DNF | 13  | DNF | 8   | 16  | DNF | 13  | 4   | DNF | 5   | DNF | 29     |
| 17   | Sacha Fenestraz        | 12  | DNF | 6   | 11  | 11  | 9   | 5   | 8   | 9   | DNF | 11  | 14  | 15  | 18  | 14  | 15  | 26     |
| 18   | Nyck de Vries          | 15  | 17  | 15  | 14  | DNF | 14  | 15  | 12  |     |     | 7   | 16  | 12  | DNF | 4   | 16  | 18     |
| 19   | Dan Ticktum            | 18  | 21  | DNF | 16  | 18  | 4   | 14  | 13  | 14  | 17  | 20  | 21  | 17  | 15  | 13  | 14  | 12     |
| 20   | Sérgio Sette Câmara    | DNS | 9   | 17  | DSQ | 10  | 15  | 6   | 18  | 16  | 13  | 13  | 18  | 14  | 14  | 12  | 11  | 11     |
| 21   | Jehan Daruvala         | 16  | 20  | DNF | 15  | 17  | DNF | 9   | 20  | 17  | 7   | 19  | 17  | 16  | 12  | 18  | DNF | 8      |
| 22   | Taylor Barnard         |     |     |     |     |     |     |     | 14  | 10  | 8   |     |     |     |     |     |     | 5      |
| 23   | Lucas di Grassi        | DNF | 19  | 18  | 13  | DNF | 10  | 11  | 11  | DNF | 11  | 10  | 19  | 11  | 17  | 11  | 9   | 4      |
| 24   | Joel Eriksson          |     |     |     |     |     |     |     |     | DNF | 9   |     |     |     |     |     |     | 2      |
| 25   | Kelvin van der Linde   |     |     |     |     |     |     |     |     | 11  | 15  |     |     |     |     |     |     | 0      |
| 26   | Jordan King            |     |     |     |     |     |     |     |     | 12  | 18  |     |     |     |     |     |     | 0      |
| 27   | Paul Aron              |     |     |     |     |     |     |     |     | 13  | 14  |     |     |     |     |     |     | 0      |
| 28   | Caio Collet            |     |     |     |     |     |     |     |     |     |     |     |     | 18  | 16  |     |     | 0      |
| Pos. | Coureur                | MXS | DIR | DIR | SAP | TOK | MIS | MIS | MON | BER | BER | SHA | SHA | POR | POR | LON | LON | Punten |

### Teams
| Pos. | Constructeur                     | Nr. | MXS | DIR | DIR | SAP | TOK | MIS | MIS | MON | BER | BER | SHA | SHA | POR | POR | LON | LON | Punten |
| ---- | -------------------------------- | --- | --- | --- | --- | --- | --- | --- | --- | --- | --- | --- | --- | --- | --- | --- | --- | --- | ------ |
| 1    | Jaguar TCS Racing                | 9   | 5   | 5   | 10  | 2   | 15  | 5   | DNF | 1   | 4   | 6   | 1   | 5   | 8   | 3   | 2   | 3   | 368    |
| 1    | Jaguar TCS Racing                | 37  | 3   | 3   | 1   | DNF | 8   | DNF | 3   | 2   | 1   | 2   | 3   | 4   | 19  | 13  | 7   | DNF | 368    |
| 2    | TAG Heuer Porsche Formula E Team | 13  | DNF | 16  | 14  | 6   | 4   | DSQ | 17  | 7   | 6   | 1   | 18  | 1   | 1   | 1   | DNF | 13  | 332    |
| 2    | TAG Heuer Porsche Formula E Team | 94  | 1   | 8   | 7   | 4   | 5   | 16  | 1   | 5   | 5   | 4   | 2   | 20  | 10  | 4   | 1   | 2   | 332    |
| 3    | DS Penske                        | 2   | 8   | 14  | 5   | 8   | 16  | 8   | DNF | 3   | 7   | 20  | 9   | 6   | 9   | 11  | 9   | 8   | 200    |
| 3    | DS Penske                        | 25  | 6   | 2   | 8   | 7   | 12  | 6   | 7   | 4   | 2   | 10  | 6   | 7   | 3   | 5   | 17  | 5   | 200    |
| 4    | Nissan Formula E Team            | 22  | 11  | 13  | 3   | 3   | 2   | 1   | DNF | 6   | 3   | 3   | 4   | 10  | 18  | 16  | 15  | 1   | 182    |
| 4    | Nissan Formula E Team            | 23  | 12  | DNF | 6   | 11  | 11  | 9   | 5   | 8   | 9   | DNF | 11  | 14  | 15  | 18  | 14  | 15  | 182    |
| 5    | Andretti Formula E               | 1   | 9   | 1   | 12  | 5   | 3   | 2   | 2   | 19  | DNF | 5   | 5   | 11  | 6   | 10  | 16  | DNF | 169    |
| 5    | Andretti Formula E               | 17  | 10  | 6   | 16  | 17  | 6   | 7   | 16  | 10  | 18  | 19  | 14  | 3   | 13  | 7   | 10  | 12  | 169    |
| 6    | Envision Racing                  | 4   | DNF | 10  | 2   | 18  | 9   | 17  | DNF | 17  | DNF | 9   | 12  | 9   | 2   | 2   | DNF | 7   | 121    |
| 6    | Envision Racing                  | 16  | 2   | 12  | WD  | 10  | 13  | 12  | DNF | 15  | 13  | 14  | 8   | 12  | 20  | 9   | 3   | 4   | 121    |
| 7    | Neom McLaren Formula E Team      | 5   | 7   | 11  | 4   | DNF | 14  | 13  | 8   | 16  | 15  | 12  | 16  | 2   | 21  | DNF | DNF | 10  | 101    |
| 7    | Neom McLaren Formula E Team      | 8   | 14  | 4   | DNF | 1   | NC  | DNF | 10  | 14  | 10  | 8   | 17  | DNF | 7   | DNF | 8   | DNF | 101    |
| 8    | Maserati MSG Racing              | 7   | 4   | 7   | 9   | 9   | 1   | 3   | 12  | 9   | DNF | DNF | 21  | 8   | DNF | 8   | DNF | DNF | 81     |
| 8    | Maserati MSG Racing              | 18  | 16  | 20  | DNF | 15  | 17  | DNF | 9   | 20  | 17  | 7   | 19  | 17  | 16  | 12  | 18  | DNF | 81     |
| 9    | ABT CUPRA Formula E Team         | 11  | DNF | 19  | 18  | 13  | DNF | 10  | 11  | 11  | DNF | 11  | 10  | 19  | 11  | 17  | 11  | 9   | 56     |
| 9    | ABT CUPRA Formula E Team         | 51  | 17  | 18  | 13  | DNF | 7   | 11  | 4   | DNF | 11  | 15  | 15  | 15  | 5   | 6   | 6   | 6   | 56     |
| 10   | Mahindra Racing                  | 21  | 15  | 17  | 15  | 14  | DNF | 14  | 15  | 12  | 12  | 18  | 7   | 16  | 12  | DNF | 4   | 16  | 47     |
| 10   | Mahindra Racing                  | 48  | 13  | 15  | 11  | 12  | DSQ | DNF | 13  | DNF | 8   | 16  | DNF | 13  | 4   | DNF | 5   | DNF | 47     |
| 11   | ERT Formula E Team               | 3   | DNS | 9   | 17  | DSQ | 10  | 15  | 6   | 18  | 16  | 13  | 13  | 18  | 14  | 14  | 12  | 11  | 23     |
| 11   | ERT Formula E Team               | 33  | 18  | 21  | DNF | 16  | 18  | 4   | 14  | 13  | 14  | 17  | 20  | 21  | 17  | 15  | 13  | 14  | 23     |
| Pos. | Constructeur                     | Nr. | MXS | DIR | DIR | SAP | TOK | MIS | MIS | MON | BER | BER | SHA | SHA | POR | POR | LON | LON | Punten |

### Constructeurs
| Pos. | Constructeur                 | MXS | DIR | DIR | SAP | TOK | MIS | MIS | MON | BER | BER | SHA | SHA | POR | POR | LON | LON | Punten |
| ---- | ---------------------------- | --- | --- | --- | --- | --- | --- | --- | --- | --- | --- | --- | --- | --- | --- | --- | --- | ------ |
| 1    | Jaguar                       | 2   | 3   | 1   | 2   | 8   | 5   | 3   | 1   | 1   | 2   | 1   | 4   | 2   | 2   | 2   | 3   | 455    |
| 1    | Jaguar                       | 3   | 5   | 2   | 10  | 9   | 12  | DNF | 2   | 4   | 6   | 3   | 5   | 8   | 3   | 3   | 4   | 455    |
| 2    | Porsche                      | 1   | 1   | 7   | 4   | 3   | 2   | 1   | 5   | 5   | 1   | 2   | 1   | 1   | 1   | 1   | 2   | 451    |
| 2    | Porsche                      | 9   | 6   | 12  | 5   | 4   | 8   | 2   | 7   | 6   | 4   | 5   | 3   | 6   | 4   | 10  | 12  | 451    |
| 3    | Nissan                       | 7   | 4   | 3   | 1   | 2   | 1   | 5   | 6   | 3   | 3   | 4   | 2   | 7   | 16  | 8   | 1   | 273    |
| 3    | Nissan                       | 11  | 11  | 4   | 3   | 11  | 9   | 8   | 8   | 9   | 8   | 11  | 10  | 15  | 18  | 14  | 10  | 273    |
| 4    | Stellantis                   | 4   | 2   | 5   | 7   | 1   | 3   | 7   | 3   | 2   | 7   | 6   | 6   | 3   | 5   | 9   | 5   | 263    |
| 4    | Stellantis                   | 6   | 7   | 8   | 8   | 12  | 6   | 9   | 4   | 7   | 10  | 9   | 7   | 9   | 8   | 17  | 8   | 263    |
| 5    | Mahindra                     | 13  | 15  | 11  | 12  | 7   | 10  | 4   | 11  | 8   | 11  | 7   | 13  | 4   | 6   | 4   | 6   | 95     |
| 5    | Mahindra                     | 15  | 17  | 13  | 13  | DNF | 11  | 11  | 12  | 11  | 15  | 10  | 15  | 5   | 17  | 5   | 9   | 95     |
| 6    | Electric Racing Technologies | 18  | 9   | 17  | 16  | 10  | 4   | 6   | 13  | 14  | 13  | 13  | 18  | 14  | 14  | 12  | 11  | 23     |
| 6    | Electric Racing Technologies | DNS | 21  | DNF | DSQ | 18  | 15  | 14  | 18  | 16  | 17  | 20  | 21  | 17  | 15  | 13  | 14  | 23     |
| Pos. | Constructeur                 | MXS | DIR | DIR | SAP | TOK | MIS | MIS | MON | BER | BER | SHA | SHA | POR | POR | LON | LON | Punten |